# Gödelsats
En gödelsats, efter Kurt Gödel, för ett formellt system {\displaystyle T} är en sats {\displaystyle \gamma } skapad med hjälp av fixpunktssatsen, sådan att
{\displaystyle T\vdash \gamma \leftrightarrow \lnot \exists yPrf(\gamma ,y)}

Den informella betydelsen hos {\displaystyle \gamma } är
Jag är sann om och endast om det inte finns något bevis för mig i {\displaystyle T}.
{\displaystyle \gamma } är mycket riktigt sann, och obevisbar i {\displaystyle T} så snart {\displaystyle T} uppfyller följande två egenskaper:
- {\displaystyle T} är tillräckligt stark, dvs kan koda alla avgörbara talteoretiska relationer
- {\displaystyle T} är {\displaystyle \omega }-konsistent.

Gödelsatsen är unik, i den meningen att den är bevisbart ekvivalent med konsistenspåståendet för {\displaystyle T}. Det är alltså just påståendet att {\displaystyle T} är konsistent som är det sanna (om T är {\displaystyle \omega }-konsistent), obevisbara påstående som erhålls genom denna konstruktion.